# Knooppunt Hofvliet
Knooppunt Hofvliet is een verkeersknooppunt in de Nederlandse provincie Zuid-Holland, in de A4. Het knooppunt ligt tussen aansluiting 8: Leidschendam en aansluiting 7: Leiden, ten noordoosten van recreatiegebied Vlietland (ten onrechte ook wel bekend als de Vlietlanden). Het knooppunt is vormgegeven als een half-sterknooppunt en laat de N434 aansluiten op de A4. Het knooppunt was onderdeel van het project de RijnlandRoute.
De bouw startte in het najaar van 2017, op 5 juli 2024 is de N434 en het knooppunt opengesteld voor het verkeer.

## Aansluitende wegen
| Aansluitende wegen                           | Aansluitende wegen | Aansluitende wegen | Aansluitende wegen | Aansluitende wegen                     |
| -------------------------------------------- | ------------------ | ------------------ | ------------------ | -------------------------------------- |
| richting Leiden-West                         |                    |                    |                    | richting Leiden / Schiphol / Amsterdam |
|                                              |                    |                    |                    |                                        |
|                                              |                    |                    |                    |                                        |
|                                              |                    |                    |                    |                                        |
| richting Leidschendam / Den Haag / Rotterdam |                    |                    |                    |                                        |

## Naamgeving
De naam Knooppunt Hofvliet is ontleend aan de namen van de nabij gelegen polders Hofpolder bij Zoeterwoude en Vlietpolder onder Leiden. De Vliet (officieel: Rijn-Schiekanaal) is een kanaal dat van Delft naar Leiden loopt.
Andere voor het knooppunt voorgestelde namen waren Knooppunt Vlietland, genoemd naar het nabijgelegen recreatiegebied Vlietland en Knooppunt Zelden van Passe, genoemd naar de langs de A4 staande poldermolen Zelden van Passe in de Groote Westeindsche Polder onder Zoeterwoude .

## Configuratie

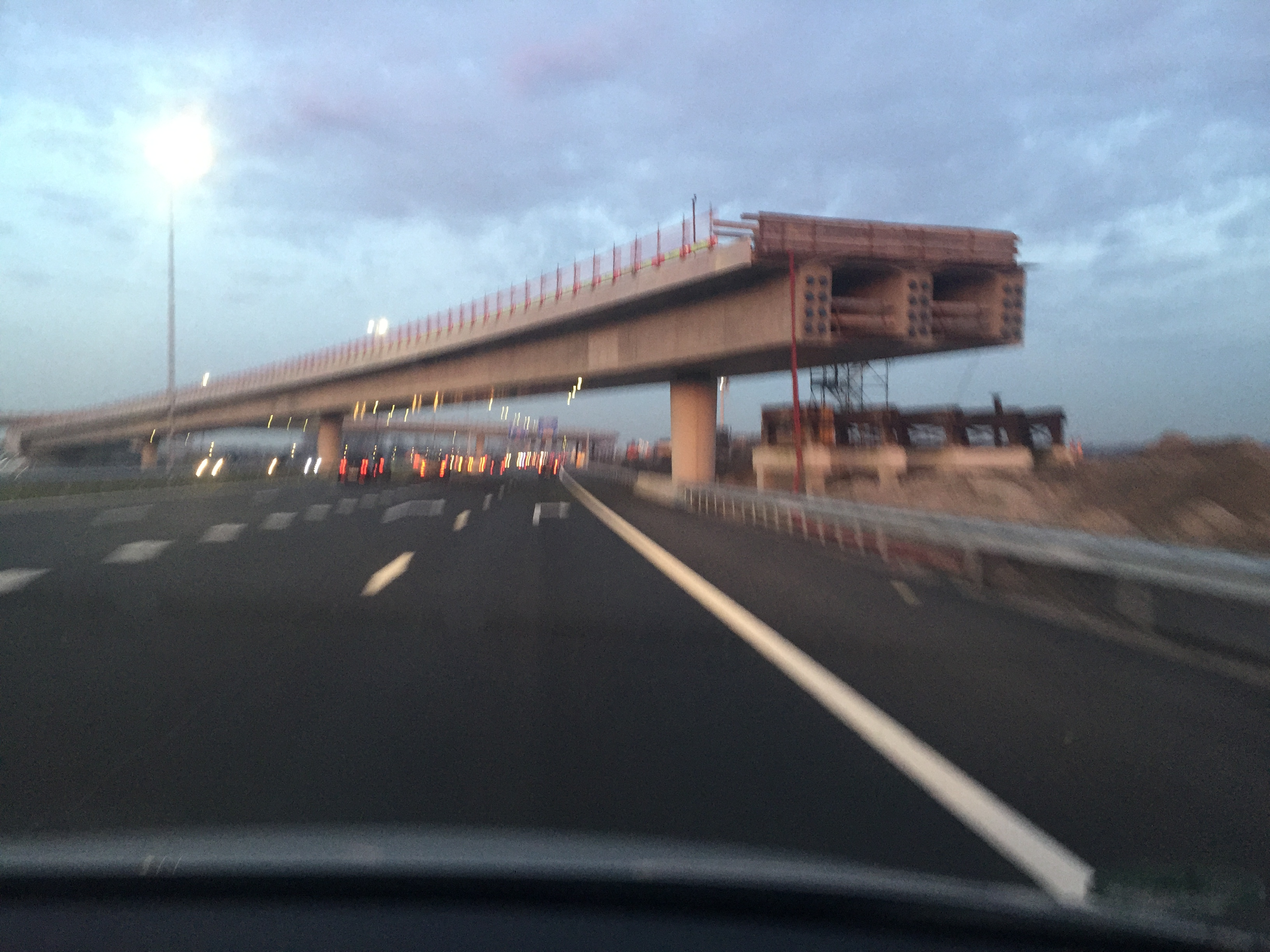
Knooppunt Hofvliet in aanbouw (2020)

Knooppunt Hofvliet is aangelegd als een half-sterknooppunt met verbindingsbogen van en naar de N434 (zie afbeelding). Vanaf het knooppunt tot aansluiting 6a: Zoeterwoude-Rijndijk heeft de A4 4x2 rijstroken. Aan de zuidkant van het knooppunt tot Den Haag heeft de A4 2x4 rijstroken.

## RijnlandRoute
Knooppunt Hofvliet is samen met onder andere het knooppunt Ommedijk en de provinciale weg N434 onderdeel van de RijnlandRoute, de weg die de verbinding tussen de A4 en de kust van Katwijk moet verbeteren.
Knooppunten: De Nieuwe Meer (A10) · Badhoevedorp (A9) · De Hoek (A5) · Burgerveen (A44) · Hofvliet (N434) · Prins Clausplein (A12) · Ypenburg (A13) · Kethelplein (A20) · Benelux (A15) · Hellegatsplein (N59) · Sabina (A59) · Zoomland (A58) · Markiezaat (A58)
Aansluitingen: Amsterdam-Sloten (1) · Schiphol (2) · Hoofddorp (3) · Hoofddorp-Zuid (3a) · Nieuw-Vennep (4) · Roelofarendsveen (5) · Hoogmade (6) · Zoeterwoude-Rijndijk (6a) · Zoeterwoude-Dorp (7) · Leidschendam (8) · Rijswijk-Centrum (9) · Plaspoelpolder (10) · Rijswijk (11) · Den Haag-Zuid (12) · Den Hoorn (13) · Delft (14) · Vlaardingen-Oost (16) · Pernis (17a) · Numansdorp (22) · Willemstad (23) · Dinteloord (24) · Steenbergen (25) · Tholen (26) · Bergen op Zoom-Noord (27) · Bergen op Zoom (28) · Bergen op Zoom-Zuid (29) · Hoogerheide (30)
Almere · Amstel · Arnestein · Assen · Azelo · Badhoevedorp · Bankhoef · Batadorp · Beekbergen · Benelux · Beverwijk · Bodegraven ·  Boterdiep ·  Buren · Burgerveen · Coenplein · De Baars · De Hoek · De Hogt · De Nieuwe Meer · De Poel · De Punt · De Stok · Deil · Diemen · Drachten · Drie Klauwen · Eemnes · Ekkersweijer · Emmeloord · Empel · Euvelgunne · Everdingen · Ewijk · Galder · Gooimeer · Gorinchem · Gouwe · Grijsoord · Hattemerbroek · Heerenveen · Hellegatsplein · Het Vonderen · Hintham · Hoevelaken · Hofvliet · Holendrecht · Holsloot · Hoogeveen · Hooipolder · IJmuiden (niet officieel) · Joure · Julianaplein · Kerensheide · Kethelplein · Klaverpolder · Kleinpolderplein · Kooimeer · Kruisdonk · Kunderberg · Lankhorst · Leenderheide · Lunetten · Maanderbroek · Markiezaat · Muiderberg · Neerbosch · Noordhoek · Ommedijk · Oud-Dijk · Oudenrijn · Paalgraven · Princeville · Prins Clausplein · Raasdorp ·  Reitdiep ·  Ressen · Ridderkerk · Rijkevoort · Rijnsweerd · Rottepolderplein · Rozenburg · Sabina · Sint-Annabosch · Stelleplas · Slufter · Ten Esschen · Terbregseplein · Tiglia · Vaanplein · Valburg · Velperbroek · Velsen · Vlaardingen · Vrijheidsplein · Vught · Waterberg · Watergraafsmeer · Werpsterhoek · Westerlee · Ypenburg · Zaandam · Zaarderheiken · Zonzeel · Zoomland · Zuidbroek · Zurich

Geplande knooppunten:
De Liemers · Harnasch · Zestienhoven

Voormalige knooppunten:
Bocholtz · Ekkersrijt · Europaplein (Groningen) · Europaplein (Maastricht) · Lindenholt